# Haplosporidium
Haplosporider (Ascetospora) en grupp protozoer med parasitiskt levnadssätt omfattande omkring 30 arter. De räknades tidigare till spordjuren. En mängd arter med okänd systematisk placering har tidigare placerats i gruppen.